# 제프 우튼
제프리 "제프" 우튼(Jeffrey "Jeff" Wootton, 1988년 5월 12일 ~)은 영국 맨체스터 출신의 기타리스트이자 작곡가이다.